# Église Saint-Pierre-et-Saint-Jean-Baptiste de Guéhenno
L’église Saint-Pierre-et-Saint-Jean-Baptiste est une église catholique située à Guéhenno, en France.

## Localisation
L'église est située dans le département français du Morbihan, sur la commune de Guéhenno.

## Historique
Le pignon Sud de la sacristie de l'église Saint-Pierre-et-Saint-Jean-Baptiste fait l’objet d’une inscription au titre des monuments historiques depuis le 20 juin 1928.
L'édifice fait partie d'un ensemble monumental comprenant un des sept calvaires monumentaux de Bretagne et d'un ossuaire.